# Kathrin Dreckmann
Kathrin Dreckmann (* um 1982) ist eine deutsche Medienkulturwissenschaftlerin am Institut für Medien- und Kulturwissenschaft der Heinrich-Heine-Universität Düsseldorf.

## Werdegang
Dreckmann studierte an der Heinrich-Heine-Universität Düsseldorf im Magisterstudiengang in den Fächern Germanistik, Geschichte, Sprachwissenschaft sowie Philosophie und promovierte 2015 mit einer Arbeit über das Speichern und Übertragen. Mediale Ordnungen des akustischen Diskurses 1900–1945 (summa cum laude), die unter dem gleichnamigen Titel im Fink-Verlag erschienen ist.
Schwerpunkte in Forschung und Lehre liegen im Bereich der Geschichte und Theorie akustischer Speichermedien, (Music) Video Studies, Gender Studies und Queer Studies sowie der Popgeschichte und Popkultur mit einem Schwerpunkt auf transkulturelle und intermediale Prozesse digitaler Medien.

## Veröffentlichungen (Auswahl)

### Monografien
- Speichern und Übertragen: Mediale Ordnungen des akustischen Diskurses 1900–1945. München: Wilhelm Fink 2017, doi:10.30965/9783846762127.

### Herausgeberschaften
- Mit Jami Weinstein, Bettina Papenburg: Publikationsreihe Queer Futures. De Gruyter/dup, ISSN 2940-2344.[3]
- Mit Verena Meis: Publikationsreihe Fluid Media Studies. De Gruyter/dup, ISSN 2751-9244.[4]
- Mit Dirk Matejovski: Publikationsreihe Acoustic Studies Düsseldorf. De Gruyter/dup, ISSN 2702-8658.[5]

### Sammelbände
- Mit Elfi Vomberg: More Than Illustrated Music: Hybridizations between Music Video, Art and Pop. London: Bloomsbury 2023, ISBN 978-1-5013-8124-9.[6]
- Mit Linnea Semmerling, Elfi Vomberg: The Privileges of Subculture in the Memory of Institutions. Berlin: Hatje Cantz 2023, ISBN 978-3-7757-5388-3.[7]
- Mit Carsten Heinze, Dagmar Hoffmann, Dirk Matejovski: Jugend, Musik und Film. Düsseldorf: De Gruyter/dup 2022, ISBN 978-3-1107-3525-3.[8]
- Mit Verena Meis: Fluide Mediale. Medialität, Materialität und Medienästhetiken des Fluiden. Düsseldorf: De Gruyter/dup 2022, ISBN 978-3-1107-7956-1.[9]
- Musikvideo reloaded: Über historische und aktuelle Bewegtbildästhetiken zwischen Pop, Kommerz und Kunst. Düsseldorf: De Gruyter/dup 2021, ISBN 978-3-1107-2718-0.[10]
- Mit Maren Butte und Elfi Vomberg: Technologien des Performativen: Das Theater und seine Techniken. Bielefeld: transcript 2020, ISBN 978-3-8376-5379-3.[11]

In Vorbereitung
- Mit Bettina Papenburg: QUEER POP. Aesthetic Interventions in Contemporary Culture. Berlin: De Gruyter 2023, ISBN 978-3-1107-9586-8.
- Mit Christofer Jost: Musikvideos und Transkulturalität: Manifestationen sozialer Utopie? Münster: Waxmann 2024.